# Atelopus franciscus
Atelopus franciscus е вид жаба от семейство Крастави жаби (Bufonidae). Видът е уязвим и сериозно застрашен от изчезване.

## Разпространение
Разпространен е във Френска Гвиана.

## Описание
Популацията на вида е стабилна.